# Cistacythereis carthaginensis
Cistacythereis carthaginensis is een mosselkreeftjessoort uit de familie van de Trachyleberididae. De wetenschappelijke naam van de soort is voor het eerst geldig gepubliceerd in 1996 door Barra & Bonaduce.